# Swindells' Swallow
Swindells’ swallow was het beoogde tweede studioalbum van Steve Swindells. Na de gedeeltelijke mislukking van het eerste album, zag de toekomst er wat beter uit voor Swindells. Zijn manager en muziekproducent zou wat minder drugs gebruiken en opnamen voor een tweede album konden beginnen. Eigenlijk was alles al klaar voor een release in juli 1975 onder RCA Victor , toen Edwards ruzie kreeg met de leiding van het platenlabel en onder meer in een vlaag van dronkenschap dan wel stonedheid bureaus schoonveegde bij RCA. RCA zag direct af van uitgifte en het album belandde in de la. Het gehele album werd vergeten totdat Esoteric Recordings in 2008 aan een avontuur begon om de muziekgeschiedenis van Hawkwind in beeld te brengen. Toen herinnerde Swindells zich dit album nog, maar wist niet waar de opnamen waren. Ze kwamen uiteindelijk boven tafel en verschenen als Bonus-disc bij de heruitgave van Messages.
Dat Edwards niet de enige was, die “de weg kwijt was” blijkt uit het feit dat Swindells zich niet kan herinneren wie er mee hebben gespeeld op het album. De enige die hij zich wel kon herinneren is drummer Roy Dyke. Deze zou later in Hawkwind spelen, net als Swindells, maar niet gelijktijdig met hem. Dyke werd ook de echtgenoot van Hawkwind-danseres Stacia.     
Toch brak voor Swindells een betere tijd aan. Allereerst werd hij gevraagd om mee te spelen bij Pilot (een keurige band) en daarna bij Hawklords/Hawkwind (bands waarin alcohol en drugs ook hoog in het vaandel stonden). Pas in 1980 had Swindells tijd voor een derde album.

## Muziek
| Nr. | Titel                             | Duur |
| --- | --------------------------------- | ---- |
| 1.  | Flash in the pan                  |      |
| 2.  | The walking song                  |      |
| 3.  | When the clapperboard has clapped |      |
| 4.  | Easy on the night                 |      |
| 5.  | Dealing with the feeling          |      |
| 6.  | Better times are here             |      |
| 7.  | Doodiboogie                       |      |
| 8.  | The last one to know              |      |